# Charco de la Peña
Charco de la Peña är en ort i Mexiko.   Den ligger i kommunen Ixmatlahuacan och delstaten Veracruz, i den sydöstra delen av landet, 400 km öster om huvudstaden Mexico City. Charco de la Peña ligger 7 meter över havet och antalet invånare är 117.
Terrängen runt Charco de la Peña är mycket platt. Runt Charco de la Peña är det ganska tätbefolkat, med 56 invånare per kvadratkilometer. Närmaste större samhälle är Cosamaloapan de Carpio, 19,5 km sydost om Charco de la Peña. Omgivningarna runt Charco de la Peña är en mosaik av jordbruksmark och naturlig växtlighet.